# 聖盧西亞區 (蘭帕省)

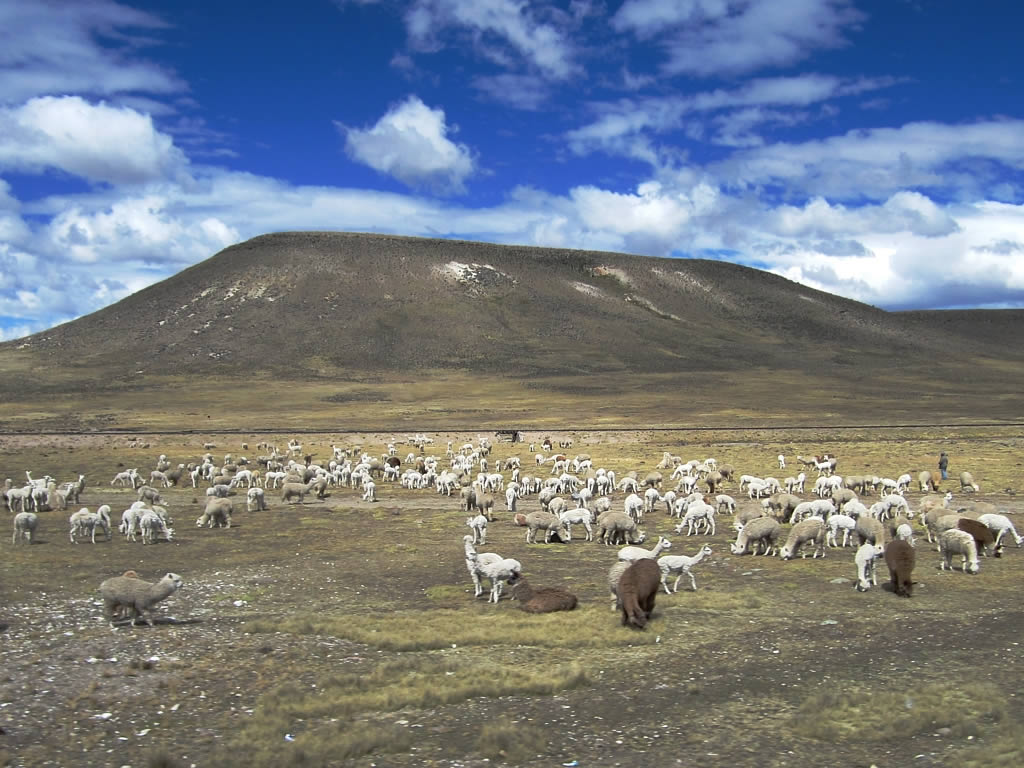

聖盧西亞區（西班牙語：Distrito de Santa Lucía），是秘魯的一個區，位於該國東南部普諾大區的蘭帕省，始建於1936年4月17日，面積1,595.67平方公里，海拔高度4,025米，2005年人口8,130，人口密度每平方公里5.1人。